# Paraliparis challengeri
Paraliparis challengeri är en fiskart som beskrevs av Andriashev, 1993. Paraliparis challengeri ingår i släktet Paraliparis och familjen Liparidae. Inga underarter finns listade i Catalogue of Life.